# المتعبون الصغار
المتعبون الصغار (الاسم الأصلي: Little Monsters) هي سلسلة رسوم متحركة بريطانية للأطفال عرضت من عام 1998 على بي بي سي 1 بليموث و سي بي بي سي ثم على سي آي تي في في عام 2001، استند العرض على الكتاب الذي يحمل الاسم نفسه لتوني غارث، حيث يركز على طفل مختلف مؤذ وغريب الأطوار. تم دبلجة المسلسل إلى العربية وعُرض على قناة سبيستون في 2003.

## روابط خارجية
- المتعبون الصغار على موقع IMDb (الإنجليزية)
- المتعبون الصغار على موقع ألو سيني (الفرنسية)

- - موقع ABC
- موقع بي بي سي ألبا